# Sedadi
Sedadi is een bestuurslaag in het regentschap Grobogan van de provincie Midden-Java, Indonesië. Sedadi telt 3952 inwoners (volkstelling 2010).